# 516e régiment du train
 (mars 2024).
Si vous disposez d'ouvrages ou d'articles de référence ou si vous connaissez des sites web de qualité traitant du thème abordé ici, merci de compléter l'article en donnant les références utiles à sa vérifiabilité et en les liant à la section « Notes et références ».

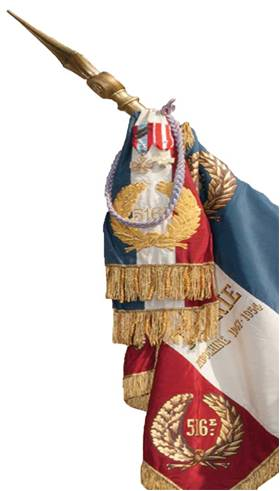
Étendard du 516 RT

Le 516e régiment du train est une unité de l'Armée de terre française stationnée à Écrouves, près de Toul.

## Historique

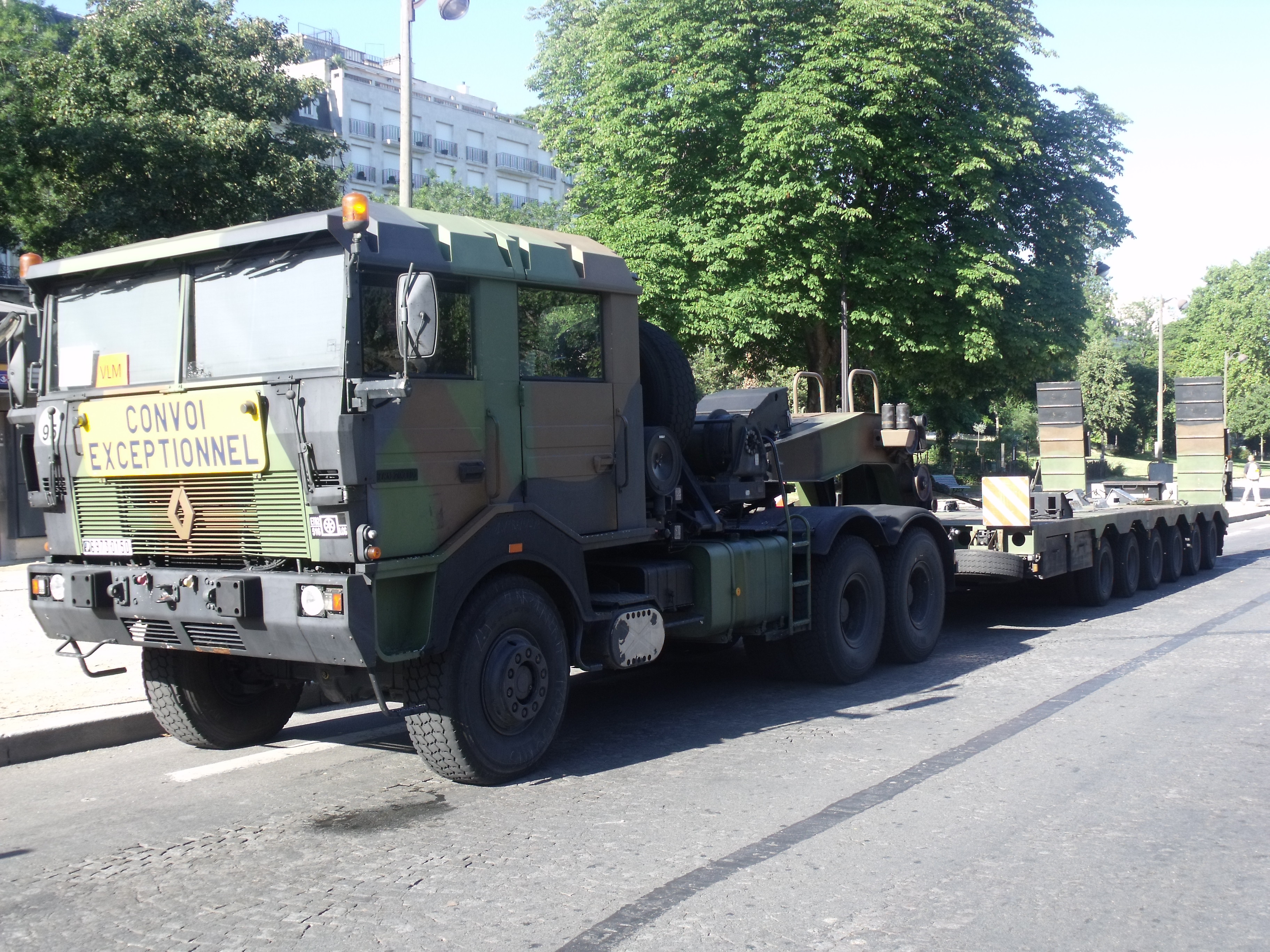
Un Renault TRM 700-100 porte-chars du RT le 14 juillet 2017.

Créé le 1er septembre 1944 en Afrique française du nord, en même temps que le GT 515, le GT 516, originellement composé pour l'essentiel de tirailleurs algériens et marocains, participa à la Libération de la France, notamment au débarquement en Provence et à l’avancée des unités de la 1re armée du général de Lattre de Tassigny jusqu’en Allemagne. Installé à Marseille, il est dissous en 1945.
Lorsqu’éclate la guerre d'Indochine, le GT 516 est recréé à partir des troupes d'Afrique du Nord auxquelles on ajoute des volontaires de métropole et des Indochinois. Installés dans le nord Tonkin, les Tringlots du 516 s'illustrèrent tout particulièrement lors des combats meurtriers de la route coloniale 4 (RC4). La 3e compagnie fut même entièrement indochinoise puisque héritière d'une compagnie de Légion étrangère, elle en conservera la structure. Le GT 516 fut présent en Indochine de 1947 à 1955 et il y laissa plus de soixante soldats tombés pour la France.
À peine rentré d'Indochine, les Tringlots du GT 516 partirent au Maroc jusqu'en 1958, où, à la suite de l'indépendance, des accords permirent une transition. Pour la première fois, ce sont des conscrits qui y sont envoyés. Le GT 516 sert lors de la guerre d'Algérie, où il assure principalement le transport des parachutistes et des légionnaires sur les zones de combat dans le sud Algérois.
Le 516 quitta l'Algérie en 1964 et s'installa la même année dans la garnison de Toul où il stationne toujours actuellement. En 1991, le 516e RT participa à la guerre du Golfe. Depuis, le régiment n’a cessé d’être engagé sur tous les théâtres d’opérations à travers le monde : Cambodge, Bosnie, Kosovo, République de Côte d'Ivoire, Liban, Tchad, Afghanistan, et plus récemment au Mali et en République de Centrafrique (RCA).
De 1998 au juin 2016, il faisait partie de la 1re brigade logistique. De 2016 à 2024, le 516 est subordonné au commandement de la logistique des forces puis à la brigade logistique depuis mars 2024.

## Étendard
Remis le 17 mai 1980, l'étendard du 516e Régiment du Train porte dans ses plis l'inscription « Indochine 1947-1954" » cousue en lettres d'or.
La cravate est décorée de la Croix de guerre des Théâtres d’opérations extérieures avec deux palmes et deux étoiles d’argent, de la fourragère aux couleurs du ruban de la Croix de guerre des Théâtres d’opérations extérieures et de la Croix de la Valeur militaire avec étoile d'argent.
Il est décoré de la Croix de la valeur militaire avec étoile d'argent le 11 juillet 2013 au titre des opérations conduites en Afghanistan
Ces décorations en font l'étendard le plus décoré de l'arme du train en 2015.

## Implantation
Le 516e régiment du train (516e RT) est stationné à Écrouves, près de Toul, ville de 17 200 habitants à 30 km à l'ouest de Nancy.

## Mission
Le régiment est, par sa structure et ses moyens, l'un des deux régiments de l'Armée de terre spécialement organisé pour participer à l'appui mobilité des grandes unités.
Avec ses ensembles porte-engins blindés, il préserve le potentiel des régiments de mêlée en assurant le transport de leurs matériels lourds chenillés.
Avec ses moyens de circulation, il facilite l'exécution des déplacements par voie routière des unités qu'il transporte.
Enfin, à l'aide de ses véhicules de transport logistique, il assure des missions de transport de fret sur le territoire national.

## Structures et composition
Sur un effectif de plus de 1 000 hommes et femmes, près de 750 EVAT (engagés volontaires de l'Armée de terre) servent au régiment.
Le régiment est articulé en 7 escadrons :
- 1 escadron de commandement et de logistique
- 2 escadrons de transport de blindés
- 1 escadron de ravitaillement
- 1 escadron de circulation et d'escorte
- 1 escadron de transport
- 1 escadron de circulation et transport de réserve

## Matériels

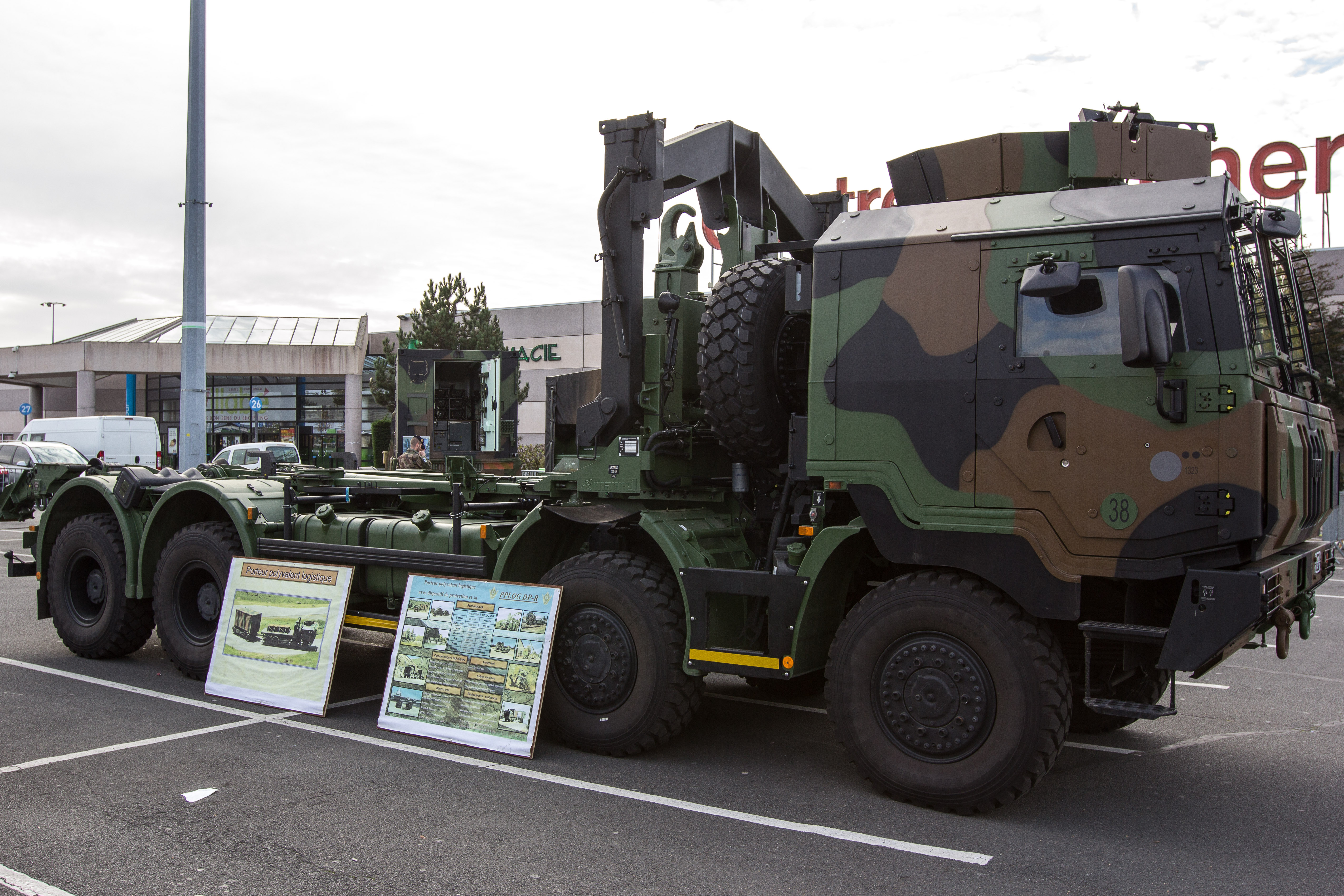
Porteur polyvalent logistique avec dispositif de protection (cabine blindée)

Le 516e RT dispose[Quand ?] de 90 porte-engins blindés - 40 porteurs polyvalent logistiques (PPLOG) - 70 super poids lourds - véhicules légers tout terrain (P4) - 40 motos Yamaha 360 Ténéré – véhicules de l'avant blindé (VAB) et petits véhicules protégés (PVP).